# بورواكارتا
بورواكارتا (بالإنجليزية: Purwakarta)‏ هي مدينة تقع في إندونيسيا في جاوة الغربية. يقدر عدد سكانها بـ 798,272 نسمة ومساحتها 971.72 كم2 .

## أعلام
- صحار جينانجار
- إيكا رمضاني